# Backstreet Boys
Backstreet Boys är ett amerikanskt pojkband som bildades 1993. Bandet består av Nick Carter, Brian Littrell, A.J. McLean och Howie Dorough. Kevin Richardson valde att lämna bandet 2006, men bandet meddelade i slutet av april 2012 att han skulle göra comeback i bandet.

## Historia

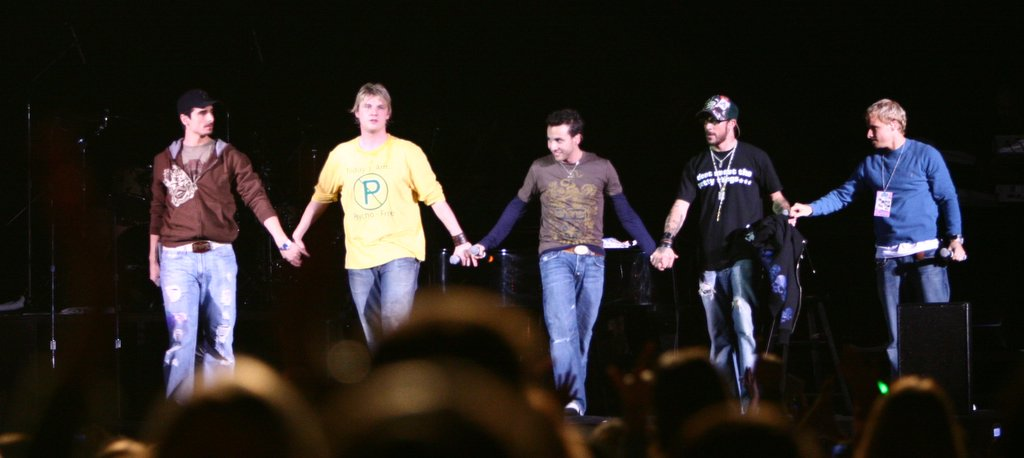
Backstreet Boys under en konsert i USA (december 2005)

Under slutet av 1990-talet fick Backstreet Boys ett flertal hits, inklusive "Everybody (Backstreet's Back)", "All I Have to Give", "As Long As You Love Me", "I Want It That Way" och "Larger Than Life". Allt som allt har gruppen sålt över 130 miljoner album världen över. Deras första två släppta album i USA belönades med Diamond Award för att ha sålt mer än 10 miljoner exemplar: Backstreet Boys som kom 1997 och Millennium 1999, som nådde plats 1 i 25 länder.  
Många av gruppens hits är skrivna av svenska kompositörer som Max Martin, Andreas Carlsson, Rami Yacoub och Denniz Pop och spelades in på Cheiron. Gruppen var, särskilt i början, mer populär i Europa än i hemlandet USA. 
I november år 2000 gavs albumet Black & Blue ut och efter det tog gruppen en paus på fem år.
Gruppen gav 2005 ut albumet Never Gone, som innehöll bland annat singeln "Incomplete". Albumet var inte utan framgång och följdes av deras Never Gone Tour.
Den 23 juni 2006 meddelade bandmedlemmen Kevin Richardson att han lämnar bandet för att ägna sig mera åt sin familj. Två dagar senare, 25 juni 2006 befann sig gruppen i inspelningsstudion igen för att spela in material till sitt senaste album som gavs ut 30 oktober 2007.
Den 23 november 2008 stod de återigen alla 5 på scenen, Kevin Richardson gjorde ett kort inhopp och uppträdde då tillsammans med de övriga i bandet på Hollywood Palladium i Los Angeles med låten "Shape of my heart".
Den 6 oktober 2009 släpptes deras sjunde studioalbum This Is Us. Där de bland andra tar hjälp av pop-hitmakaren Max Martin igen, som de arbetat tillsammans med på flera av sina andra album, och den svenske producenten RedOne.

## Diskografi

### Studioalbum
- 1996 – Backstreet Boys (internationell utgåva)
- 1997 – Backstreet's Back
- 1997 – Backstreet Boys (USA-utgåva)
- 1999 – Millennium
- 2000 – Black & Blue
- 2005 – Never Gone
- 2007 – Unbreakable
- 2009 – This Is Us
- 2013 – In a World Like This
- 2019 – DNA

### Samlingsalbum
- 2001 – The Hits - Chapter One

### Singlar
- 1995 – "We've Got It Goin' On"
- 1996 – "I'll Never Break Your Heart"
- 1996 – "Get Down (You're the One for Me)"
- 1996 – "Quit Playing Games (With My Heart)"
- 1997 – "Anywhere for You"
- 1997 – "Quit Playing Games (With My Heart)" (I USA)
- 1997 – "As Long As You Love Me"
- 1997 – "Everybody (Backstreet's Back)"
- 1997 – "I'll Never Break Your Heart" (I USA)
- 1998 – "All I Have to Give"
- 1999 – "I Want It That Way"
- 1999 – "Larger Than Life"
- 2000 – "Show Me the Meaning of Being Lonely"
- 2000 – "The One"
- 2000 – "Shape of My Heart"
- 2001 – "The Call"
- 2001 – "More Than That"
- 2001 – "Drowning"
- 2005 – "Incomplete"
- 2005 – "Just Want You to Know"
- 2005 – "Crawling Back to You" (endast i USA)
- 2005 – "I Still..."
- 2007 – "Inconsolable"
- 2008 – "Helpless When She Smiles"
- 2008 – "Treat Me Right" (endast i Italien)
- 2009 – "Straight Through My Heart"
- 2009 – "Bigger"
- 2012 – "It's Christmas Time Again"
- 2013 – "In A World Like This"
- 2018 – Don't go breaking My heart
- 2018 – Chances
- 2019 – No Place
- 2019 – Let it be me